# Ostróg (Masyw Śnieżnika)
Ostróg (niem. Spitz Berg, 504 m n.p.m.) – szczyt w południowo-zachodniej Polsce, w Sudetach Wschodnich, w Masywie Śnieżnika – Krowiarkach.

## Położenie
Stromy szczyt w kształcie stożka, położony w Sudetach Wschodnich, w północno-zachodnim ramieniu Masywu Śnieżnika, w północno-zachodniej części Krowiarek, w północno-zachodniej części masywu Żelaznych Gór. Leży w bocznym ramieniu, odchodzącym od bezimiennej koty 544 m n.p.m. na północ, poprzez którą łączy się z Żeleźniakiem, najwyższym wzniesieniem masywu. Bezpośrednio na południe od Ostroga znajduje się wzniesienie Golina. Na zachód od Ostroga leżą Piotrowice Dolne, a na północ – Romanowo.

## Budowa geologiczna
Cały masyw zbudowany jest ze skał metamorficznych, należących do metamorfiku Lądka i Śnieżnika i powstałych w neoproterozoiku lub starszym paleozoiku, przede wszystkim z łupków łyszczykowych z wkładkami łupków łyszczykowych z granatami, wapieni krystalicznych (marmurów kalcytowych i dolomitowych), amfibolitów serii strońskiej. Sam szczyt tworzą wapienie krystaliczne, które sterczą w formie skałek i grzęd o kierunku wschód-zachód. Zbocza pokryte są osypiskami głazów.

## Roślinność
Szczyt i północne zbocza porośnięte są lasami (buczyny, lasy mieszane, zarośla). Południowe zbocza i podnóża pokryte polami i łąkami.

## Szlaki turystyczne
Przez Ostróg przechodzą dwa szlaki turystyczne:
- z Bystrzycy Kłodzkiej do Ołdrzychowic biegnie na wschód od wzniesienia[1],
- z Żelazna na Przełęcz Puchaczówkę biegnie doliną Piotrówki na północ od wzniesienia